# Sibusiso Zuma
Sibusiso Zuma (Durban, 23 juni 1975) is een voormalig Zuid-Afrikaanse profvoetballer die zijn carrière in 2013 afsloot bij Supersport United FC.
Zuma begon zijn carrière in eigen land bij African Wanderers FC en later bij Orlando Pirates voor hij de overstap maakte naar Europa. In zijn eerste seizoen bij de Pirates kwam hij in 41 wedstrijden 25 maal tot scoren. Eenmaal aangekomen in Europa kwam hij terecht bij FC København waar hij alleen in zijn eerste seizoen moest knokken voor een basisplaats, daarna was het meer een gewoonte. Scoren deed hij nog altijd regelmatig, maar niet meer zoveel als in het begin van zijn carrière. Wel speelde hij vaak voor het Zuid-Afrikaans voetbalelftal, hij speelde voor zijn land op het wk van 2002. Tijdens de African Cup of Nations 2006 was Zuma aanvoerder van zijn ploeg. Zuid-Afrika kon echter niet imponeren en alle drie de groepswedstrijden werden verloren, waarin geen enkele keer werd gescoord. Dit betekende de uitschakeling voor de Zuid-Afrikanen.

## Statistieken
| seizoen | club                 | land        | competitie            | duels | goals |
| ------- | -------------------- | ----------- | --------------------- | ----- | ----- |
| 1997/98 | African Wanderers FC | Zuid-Afrika | NSL Premiership       | 31    | 10    |
| 1998/99 | Orlando Pirates      | Zuid-Afrika | NSL Premiership       | 41    | 25    |
| 1999/00 | Orlando Pirates      | Zuid-Afrika | NSL Premiership       | 29    | 12    |
| 1999/00 | FC København         | Denemarken  | SAS Ligaen            | 15    | 4     |
| 2000/01 | FC København         | Denemarken  | SAS Ligaen            | 29    | 10    |
| 2001/02 | FC København         | Denemarken  | SAS Ligaen            | 25    | 10    |
| 2002/03 | FC København         | Denemarken  | SAS Ligaen            | 27    | 5     |
| 2003/04 | FC København         | Denemarken  | SAS Ligaen            | 20    | 6     |
| 2004/05 | FC København         | Denemarken  | SAS Ligaen            | 27    | 5     |
| 2005/06 | Arminia Bielefeld    | Duitsland   | 1. Bundesliga         | 17    | 4     |
| 2006/07 | Arminia Bielefeld    | Duitsland   | 1. Bundesliga         | 24    | 3     |
| 2007/08 | Arminia Bielefeld    | Duitsland   | 1. Bundesliga         | 21    | 1     |
| 2008/09 | Mamelodi Sundowns    | Zuid-Afrika | Premier Soccer League | 12    | 1     |
| 2009/10 | FC Nordsjælland      | Denemarken  | SAS Ligaen            | 13    | 1     |
| 2010/11 | Vasco da Gama        | Zuid-Afrika | Premier Soccer League | 27    | 11    |
| 2011/12 | Supersport United    | Zuid-Afrika | Premier Soccer League | 13    | 2     |
| 2012/13 | Supersport United    | Zuid-Afrika | Premier Soccer League | 18    | 3     |
| Totaal  | Totaal               | Totaal      | Totaal                | 396   | 114   |